# Hemiteles crassiceps
Hemiteles crassiceps là một loài tò vò trong họ Ichneumonidae.